# 暨龙镇
暨龙镇是中国重庆市丰都县下辖的一个镇。

## 行政区划
暨龙镇辖8个行政村。
- 村：兴龙、凤来、九龙泉、乌羊、羊子池、回龙、白果、旺龙村